# 珠峰龙胆
珠峰龙胆（学名：Gentiana stellata）为龙胆科龙胆属的植物，是中国的特有植物。分布在中国大陆的西藏等地，生长于海拔4,000米至6,000米的地区，一般生于山坡，目前尚未由人工引种栽培。